# Polystichum fibrilloso-paleaceum
Polystichum fibrilloso-paleaceum là một loài thực vật có mạch trong họ Dryopteridaceae. Loài này được (Kodama) Tagawa miêu tả khoa học đầu tiên năm 1949.